# Chongmingia
Chongmingia is een geslacht van uitgestorven vogels uit het Vroeg-Krijt van het huidige China, behorend tot de Avialae. De enige benoemde soort is Chongmingia zhengi.

## Vondst en naamgeving
Het Shandong Tianyu Museum of Nature verwierf een skelet van een vogel dat gevonden zou zijn bij Dapingfang in Liaoning. Het werd geprepareerd door Li Dahang.
In 2016 werd de typesoort Chongmingia zhengi benoemd en beschreven door Wang Min, Wang Xiaoli, Wang Yan en Zhou Zhonghe. De geslachtsnaam verwijst naar de Chongming, een vogel uit de Chinese mythologie in de vorm van een haan met dubbele pupillen, chong ming, per oog die met de scherpte van zijn blik demonen kon afweren en daarom vroeger op iedere huisdeur stond afgebeeld. De soortaanduiding eert de heer Zheng Xiaoting die met een gulle gift de oprichting van het museum mogelijk maakte.
Het holotype STM 9-9 is gevonden in een laag van de Jiufotangformatie die dateert uit het Aptien. Het bestaat uit een skelet zonder schedel, platgedrukt op een enkele plaat. Het skelet ligt niet in verband maar de botten bevinden zich min of meer in positie. Behalve de schedel ontbreekt het grootste deel van de wervelkolom op het heiligbeen en de staartbasis na. Weke delen zijn bewaardgebleven waaronder uitgebreide resten van het verenkleed. Verder zijn maagstenen, gastrolieten, aanwezig. Het betreft een jongvolwassen of volwassen individu.

## Beschrijving

### Grootte en onderscheidende kenmerken

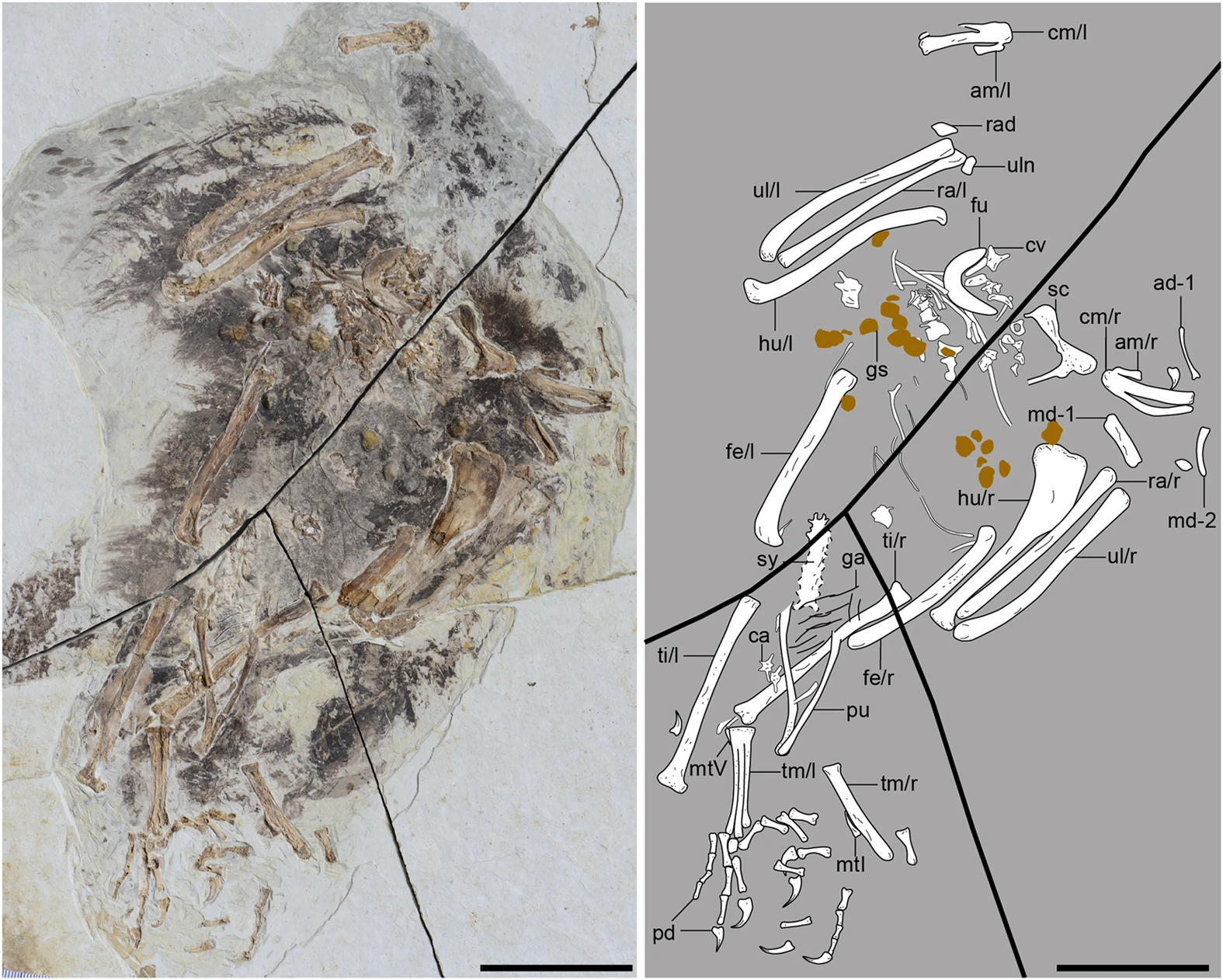
Het holotype

Chongmingia is een vrij grote vogel met een spanwijdte van ruim zestig centimeter. Het lichaamsgewicht werd in 2016 geschat op 290,2 gram.
De beschrijvers wisten verschillende onderscheidende kenmerken vast te stellen. Het gaat om een unieke combinatie van op zich niet unieke eigenschappen. Het vorkbeen is robuust en boemerangvormig, zij het met een vrij scherpe hoek tussen de takken van 68°. Het schouderblad en het ravenbeksbeen zijn naadloos versmolten tot een scapulocoracoïde. De bovenrand van het opperarmbeen is in het midden hol en loopt naar voren uit in een verbrede deltopectorale kam. Het eerste middenhandsbeen is lang in vergelijking met de carpometacarpus als geheel, met 32 procent van de lengte daarvan. Het derde middenhandsbeen is sterk naar achteren gebogen, een brede tussenruimte met het tweede middenhandsbeen scheppend. De bovenste enkelbeenderen zijn versmolten met het scheenbeen. De arm is kort in vergelijking met de achterpoot, slechts 107 procent van de lengte daarvan hebbend. De tweede teen is langer dan de vierde teen.

### Skelet
Van de wervelkolom is weinig bekend. Het heiligbeen bestaat uit minstens zeven en vermoedelijk acht sacrale wervels. Twee vrije staartwervels zijn waarneembaar. Hun zijuitsteeksels zijn langer dan hun wervellichamen en staan schuin naar achteren en bezijden. Of er een vergroeid pygostyle was, kan niet vastgesteld worden. Er zijn minstens vijf paar buikribben.
Het vorkbeen is opmerkelijk robuust, relatief zwaarder gebouwd dan bij veel dromaeosauriden, zoals Microraptor of zelfs Velociraptor. Het mist een voorste punt ofwel hypocleidum. Het is relatief smal. De takken lopen achteraan taps toe, zonder plotse versmalling. Het middendeel war de takken vergroeid zijn, is breed van voor naar achteren gemeten en heeft een uitholling op de onderzijde met en paar knobbels links en recht ervan.
De schoudergordel is versmolten. Schouderblad en ravenbeksbeen zijn hecht aan elkaar verbonden zonder zichtbare beennaad. Het ravenbeksbeen mist een voorste uitsteeksel en is ingesnoerd. De onderste buitenhoek is puntig. Het schouderblad steekt recht uit het ravenbeksbeen en lijkt staafvormig; de precieze lengte ervan is onzeker.
De arm is vrij kort maar het opperarmbeen is langer dan het dijbeen zoals bij alle basale vogels maar anders dan bij de dromaeosauriden. De bovenrand van het opperarmbeen heeft een holle inkeping net als bij de Enantiornithes. De grote deltopectorale kam is rechthoekig en mist een doorboring. Het spaakbeen is maar weinig smaller dan de ellepijp, met 83 procent van de breedte ervan. De middenhandsbeenderen zijn aan hun basis vergroeid.

## Fylogenie
De beschrijvers hadden grote moeite de positie in de evolutionaire stamboom te bepalen, mede vanwege het ontbreken van de schedel en de staart. Die hadden uitsluitsel kunnen bieden omtrent de mogelijkheid dat het misschien helemaal niet om een vogel ging maar om een vliegend lid van de Dromaeosauridae, gelijkend op Microraptor. Dat het vermoedelijk toch een vogel was blijkt uit de vergroeiingen in de schoudergordel, de hand en het onderbeen. Desalniettemin leek de positie zeer basaal te zijn gezien het robuuste vorkbeen, het ontbreken van een processus procoracoideus bij het ravenbeksbeen, de lange eerste vinger en de aanwezigheid van een vijfde middenvoetsbeen.
Een poging via de exacte methode van de kladistiek dit probleem op te lossen leverde geen eenduidige resultaten op. Afhankelijk van de gebruikte gegevensverzameling was de uitkomst of dat Chongmingia de zustersoort was van de Ornithothoraces, de meer afgeleide vogels, of de meest basale bekende soort boven Archaeopteryx. In dat laatste geval zou het dus ook de meest basale soort zijn die uit de Jeholgroep van China bekend was en zelfs de meest basale bekende soort uit het hele Krijt. Maar ook als de positie meer afgeleid was, is het zeldzaam dat een vogel ontdekt wordt die buiten de ornithothoracen valt.

## Levenswijze
In de romp zijn zeventien verspreide stenen aangetroffen. Hoewel die dus niet mooi op een hoopje in de buikholte lagen, werd toch aangenomen dat het om gastrolieten ging omdat er helemaal geen stenen op de plaat aanwezig waren buiten de contouren van het skelet. De gastrolieten betreffen kwartsstenen. Ze hebben een doorsnede van 4,6 tot 7,6 millimeter. Zulke maagstenen worden meestal gezien als een teken van een plantenetende levenswijze. De beschrijvers wezen erop dat kleine theropoden buiten de vogels en pterosauriërs voor zover bekend alle vleeseters waren zodat er een open niche was voor kleine boombewonende planteneters. Vermoedelijk werden energierijke plantendelen geconsumeerd, zoals zaden die dan door de stenen in de spiermaag vermalen konden worden.
In een histologisch onderzoek werden secties gezaagd uit het opperarmbeen en het dijbeen. Die toonden aan dat het dier vrijwel volgroeid was. Groeilijnen ontbraken wat erop kan duiden dat de maximale grootte binnen één jaar bereikt werd. Wel was het bot snel afgezet. De groeisnelheid was dus relatief hoog, hoger dan bij Jeholornis maar lager dan bij Confuciusornis en Sapeornis.
Gezien de status als basale vogel waren de beschrijvers bedacht op aanwijzingen dat Chongmingia evolutionaire tussenstappen zou bewaren op de weg naar een volledig vermogen tot vliegen. Het vergroeide schouderblad en ravenbeksbeen is in principe een basaal kenmerk dat ook bij veel andere dinosauriërs wordt aangetroffen, evenals bij moderne loopvogels. Zulke structuren zijn echter niet homoloog aan het scapulocoracoïde van Chongmingia want de beide elementen staan dan in elkaars verlengde. Bij Chongmingia maken ze een haakse hoek met elkaar wat het schoudergewricht hoger brengt, net als bij modernere vliegende vogels. Bij alle bekende Mesozoïsche vogels behalve Confuciusornis zijn de beenderen niet vergroeid om de beweeglijkheid van de arm nog verder te vergroten. De vergroeiing bij Chongmingia wijkt af van die van Confuciusornis en de beschrijvers denken dat hun toestand zich onafhankelijk van elkaar heeft ontwikkeld. Het kan zijn dat de vergroeiing tot een minder vermogen tot vliegen leidde. Dat zou ook kunnen volgen uit het ontbreken van het voorste uitsteeksel op het ravenbeksbeen, wat leidt tot een kleinere zone voor de aanhechting van spieren.
Ook problematisch is het vorkbeen. De robuuste bouw maakt dat minder elastisch wat bij het vliegen meer energie gekost zou hebben. Daarentegen was het toch vrij smal wat weer effectiever was.
Dat Chomgmingia toch een vrij krachtige vlieger was, blijkt uit de niet extreem verkorte arm en de grote deltopectorale kam, de aanhechting voor de Musculus pectoralis en de Musculus deltoideus major die de vleugelslag aandreven. Ook het kromme derde middenhandsbeen wijst hierop want dat zou als ondersteuning gediend hebben voor de slagpennen aan het tweede middenhandsbeen.